# Ascensión Tépal
Ascensión Tépal (San Pablo del Monte, Tlaxcala, 14 de mayo de 1883 - 1918) fue un campesino y político tlaxcalteca que participó en la Revolución Mexicana y fue diputado Constituyente en el congreso que elaboró la Constitución Política de 1917 representando al distrito de Calpulalpan, Tlaxcala.

## Biografía
Tépal tenía ascendencia indígena y vivía dedicado a las labores del campo. En 1909 se afilió al Partido Antirreeleccionista que postuló a don Francisco I. Madero en las elecciones presidenciales de 1910 y al consumarse el fraude electoral, participó en la primera etapa de la revolución lanzándose a la lucha armada. Al consumarse la decena trágica y muerto el presidente Madero, Tépal fue perseguido por Victoriano Huerta por lo que se unió al general Máximo Rojas en las campañas militares de los estados de Hidalgo, Puebla y Tlaxcala. Se unió al ejército constitucionalista alcanzando el grado de coronel en la Brigada Leales de Tlaxcala. Fue elegido diputado para el Congreso Constituyente que redactó la Constitución Política de 1917 en la ciudad de Querétaro representando al distrito de Calpulalpan y falleció al año siguiente de promulgada la carta magna.